# Jacob B. Bakema
Jacob Berend Bakema detto Jaap (Groninga, 8 marzo 1914 – Rotterdam, 20 febbraio 1981) è stato un architetto olandese, appartenente alla corrente modernista, è noto per la sua attività nell'edilizia pubblica e nella ricostruzione di Rotterdam dopo la Seconda guerra mondiale.

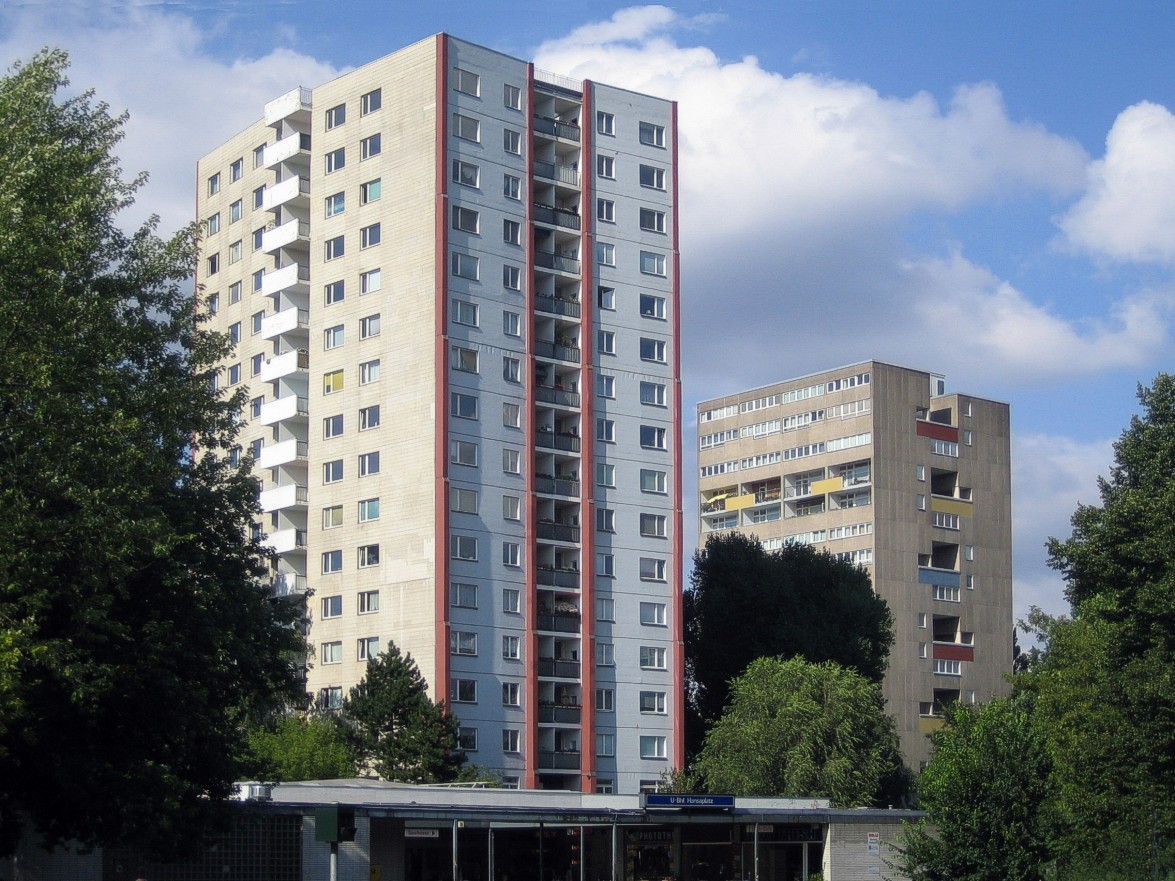
Torre residenziali nel quartiere Hansa a Berlino, van den Broek & Bakema a destra

Nato a Groninga, Bakema studiò al MTS (Middelbare technische school) di Groningen (1931-1936) e all'Accademia di Architettura di Amsterdam, dove fu allievo di Mart Stam.  Nel 1946 Bakema cominciò a seguire gli incontri del Congresso internazionale di architettura moderna, dove ottenne la carica di Segretario nel 1955 e fu un membro fondatore del Team 10.
Nel 1964 Bakema ottenne una cattedra all'Università di Tecnologia di Delft e nel 1965 diventò professore della Staatliche Hochschule di Amburgo.